# Eupelmus rhyncogoni
Eupelmus rhyncogoni är en stekelart som beskrevs av Perkins 1907. Eupelmus rhyncogoni ingår i släktet Eupelmus och familjen hoppglanssteklar. Inga underarter finns listade i Catalogue of Life.